# Micheline Joubert
Pour les articles homonymes, voir Joubert.
Micheline Joubert (née le 18 juin 1945 à Paris, en Île-de-France) est une patineuse artistique française. Elle a patiné dans la catégorie des couples dans laquelle elle a obtenu quatre titres nationaux (entre 1960 et 1964), et a également patiné dans la catégorie individuelle dans laquelle elle a représenté la France aux Jeux olympiques d'hiver de 1968 à Grenoble.
Elle n'a aucun lien de parenté avec le champion du monde français de patinage artistique Brian Joubert.

## Biographie

### Carrière sportive
De 1960 à 1962, Micheline Joubert patine dans la catégorie des couples avec Philippe Pélissier et obtient trois titres de championne de France. Néanmoins, le couple ne participe à aucun grand championnat international. Philippe Pélissier se tournant vers le patinage individuel après 1962, Micheline Joubert patine également la saison suivante en individuelle.
En 1963, elle devient vice-championne de France de la catégorie féminine, derrière Nicole Hassler. Elle participe ensuite pour la première fois à des championnats d'Europe, à Budapest, et s'y classe 18e.
En 1964, elle revient à la compétition des couples avec un nouveau partenaire, Alain Trouillet. Avec lui, elle va conquérir son quatrième titre national de la catégorie, et participer pour la première fois à des championnats d'Europe des couples. Cette compétition est organisée en France à Grenoble, ils s'y classent 13e. Ils ne participent pas ensuite aux championnats du monde.
Micheline Joubert revient ensuite définitivement à la catégorie féminine. Elle gagne de nouveau trois médailles d'argent aux championnats de France de 1966, 1967 et 1968 ; participe à deux championnats d'Europe (1966-1967), un championnat du monde (1967) et représente son pays aux Jeux olympiques d'hiver de 1968 à Grenoble. À chaque fois, elle doit se contenter de places d'honneur. Elle quitte le patinage amateur après les Jeux de 1968.

### Reconversion
Micheline Joubert crée en 1968 la section patinage artistique au sein du Club des Sports de Megève. Assistée par Daniel Bartelemy à partir de 1969, ils s'occupent chaque année d'une soixantaine d'élèves par an jusqu'en 1976.
Elle participe à l'organisation des championnats de France 1971 à Megève.

## Palmarès

### En individuelle
| Compétitions principales                                                                               | 1960    | 1961    | 1962    | 1963    | 1964    | 1965    | 1966    | 1967    | 1968    |  |  |  |  |  |
| Jeux olympiques d'hiver                                                                                |         |         |         |         |         |         |         |         | 20e     |  |  |  |  |  |
| Championnats du monde                                                                                  |         | CA      |         |         |         |         |         | 17e     |         |  |  |  |  |  |
| Championnats d’Europe                                                                                  |         |         |         | 18e     |         |         | 16e     | 17e     |         |  |  |  |  |  |
| Championnats de France                                                                                 |         |         |         | 2e      |         |         | 2e      | 2e      | 2e      |  |  |  |  |  |
| |         |         |         |         |         |         |         |         |         |  |  |  |  |  |
| Autre Compétition                                                                                      | 1959/60 | 1960/61 | 1961/62 | 1962/63 | 1963/64 | 1964/65 | 1965/66 | 1966/67 | 1967/68 |  |  |  |  |  |
| Trophée Richmond                                                                                       |         |         |         |         |         |         | 8e      |         | 9e      |  |  |  |  |  |
| Légende : CA = Championnats du monde 1961 annulés à cause de la catastrophe aérienne du vol 548 Sabena |         |         |         |         |         |         |         |         |         |  |  |  |  |  |

### En couple artistique
| Compétitions principales                                                                               | 1960 | 1961 | 1962 | 1963 | 1964 |
| Jeux olympiques d'hiver                                                                                |      |      |      |      |      |
| Championnats du monde                                                                                  |      | CA   |      |      |      |
| Championnats d’Europe                                                                                  |      |      |      |      | 13e  |
| Championnats de France                                                                                 | 1re  | 1re  | 1re  |      | 1re  |
| Légende : CA = Championnats du monde 1961 annulés à cause de la catastrophe aérienne du vol 548 Sabena |      |      |      |      |      |